# 范阳郡
范阳郡（范陽國），西晋到隋朝初以及唐朝天宝的郡國。在今北京、天津、保定一帶。

## 建置沿革
晋武帝泰始元年（265年），封宗室司马绥为范阳王，改涿郡为范阳國，隸屬幽州，治所是涿县（今河北省涿州市），统八县：涿县、良乡县、方城县、长乡县、遒县、故安县、范阳县、容城侯国。相当于今河北内长城以东，永清县以西、保定、霸州、紫荆关以北，北京房山以南。永嘉之亂後，國除為郡。
十六國時期，范陽郡相繼為段部鲜卑（314年－319年）、後趙（319年－350年）、前燕（350年－370年）、前秦（370年－384年）、後燕（384年－399年）所有。長樂元年（399年），范陽郡入北魏。
北魏时，下统七县：涿县、固安县、范阳县、苌乡县、方城县、容城县、遒县。隋文帝开皇三年（583年），废范陽郡，領縣直屬幽州。
唐玄宗天宝元年（742年），改幽州为范阳郡。治所在蓟县（今北京城区西南），在今北京市大部、天津市海河以北、河北保定一部。下辖蓟县、潞县、武清县、范阳县、良乡县、昌平县、永清县（今河北省永清县永清镇）、安次县（今河北省廊坊市广阳区九州镇）、固安县（今河北省固安县固安镇）、归义县（今河北省容城县晾马台镇）、广宁县（今北京市石景山区古城街道）。燕安祿山聖武元年（756年），改范阳郡為范阳府。唐肅宗至德二載（757年），燕史思明降唐，復為范阳郡。乾元元年（758年），改范阳郡为幽州。762年，范阳节度使改为幽州节度使，后来领卢龙军，称之为卢龙节度使。

## 長官

### 范陽太守（330年－354年）
- 李產，後趙石祗永寧元年（350年）以郡降於前燕，仍為太守。[4]

### 范陽太守（370年－384年）
- 慕容評，前秦苻坚建元八年（372年）出任。[5]

### 范陽內史（384年－398年）
- 朝鲜幽州刺史墓（408年葬）壁畫十三郡太守来朝图題字有“范阳内史来论州时”。[6]

### 范陽太守（398年－577年）
- 羅彌，代人，北魏太武帝時或稍晚在任。[7]
- 盧敏，字仲通，范陽涿人，北魏孝文帝太和中追贈。[8]
- 盧尚之，字季儒，范陽涿人，約北魏宣武帝時在任。[8]
- 鄭瓊，字祖珍，滎陽開封人，治頗有聲。[9]
- 陽荊，北平無終人。[10]
- 劉永，字履南，彭城人，北魏孝明帝神龜中出任。[11]
- 刁整，字景智，勃海饒安人，北魏孝明帝時在任。[12]
- 盧文偉，字休族，范陽涿人，北魏孝莊帝時在任。[13]
- 盧恭道，范陽涿人，東魏孝靜帝天平中在任。[13]
- 李道璩，趙郡平棘人，東魏孝靜帝武定末在任。[14]
- 源彪，字文宗，西平樂都人，北齊廢帝乾明元年（560年）至北齊孝昭帝皇建二年（561年）在任。[15]

### 范陽郡太守（742年－758年）
- 裴寬，河東聞喜人，唐玄宗天寶元年（742年）至天寶三載（744年）以范陽節度使兼任。[16]
- 安祿山，柳城人，唐玄宗天寶三載（744年）至天寶十四載（755年）以范陽節度使兼任。[16]
- 賈循，唐玄宗天寶十四載（755年）以范陽節度使兼任。[16]
- 封常清（755年，未任）
- 李光弼，柳城人，唐肅宗至德元載（756年）以范陽節度使兼任。[16]
- 史思明，唐肅宗至德二載（757年）至乾元元年（758年）以范陽節度使兼任。[16]

## 國主
- 范陽康王司馬綏，265年－278年在位。
  - 范陽王司馬虓，279年－306年在位。
    - 范陽王司馬黎（繼子），307年－311年在位。
- 赵王石勒，319年－330年在位，范陽為趙國封內的二十四郡之一。[17]
- 范陽王慕容交，354年－362年在位。
- 范陽王慕容德，362年？－370年、384年－398年在位。